# Kelvin McKenzie
Kelvin McKenzie (ur. 2 lutego 1983 w Georgetown) – gujański piłkarz grający na pozycji obrońcy. Od 2009 roku jest zawodnikiem Alpha United.

## Kariera klubowa
McKenzie jest wychowankiem gujańskiego FC Georgetown, z którego w 2006 roku przeszedł do Alpha United. W latach 2007–2008 reprezentował barwy trynidadzko-tobagijskiego North East Stars. W 2009 roku powrócił do ojczyzny, aby ponownie grać w Alpha United.

## Kariera reprezentacyjna
Kelvin McKenzie pierwszy raz został powołany do reprezentacji Gujany w 2005 roku, jednak zadebiutował w niej dopiero trzy lata później.